# Forsbladfjord
De Forsbladfjord is een fjord in het Nationaal park Noordoost-Groenland in het oosten van Groenland.

## Geografie
De fjord maakt deel uit van het fjordencomplex van de Koning Oscarfjord. De fjord mondt in het oosten uit in de Segelsällskapetfjord, samen met de Alpefjord. Hij is west-oost georiënteerd en heeft een lengte van meer dan 40 kilometer.
In het noorden wordt de fjord begrensd door het Lyellland en in het zuiden door het Nathorstland.